# 国際映画社
株式会社国際映画社（こくさいえいがしゃ、MIC：Movie International Co.Ltd.）は、北海道根室市に本社を置くアニメーションの版権管理を主な事業内容とする企業である。

## 概要
1974年、日活元常務・ダイニチ映配元社長で日活全盛期のワンマン社長である堀久作の側近だった壺田重三が映像配給会社として創業した。当初の在籍スタッフの青木藤吉・宇田川誠也などの社員も、やはり日活の関係者だった。
1977年にはNHKから民間放送に初めて番組販売されたドラマ『雲のじゅうたん』の東京12チャンネル（現・テレビ東京）への販売にあたって仲介をした。
1979年からはテレビアニメの制作に乗り出す。アニメ進出当初は放送枠と作画スタッフの確保に苦労し、『くじらのホセフィーナ』『ずっこけナイトドンデラマンチャ』『宇宙戦士バルディオス』『ふたごのモンチッチ』の初制作の4作品はやむなく葦プロダクションとの共同制作という形で放送にこぎつけた。しかし、国際映画社の創業者である壺田社長と東映動画（現・東映アニメーション）の今田智憲社長が古くからの親友という縁だったことから、1981年の『めちゃっこドタコン』からは実質的に東映動画に制作母体を移行した。その後、同年スタートした『銀河旋風ブライガー』を初めとするJ9シリーズがヒットしたことから知名度が上がり始め、最盛期には竜の子プロダクション（現・タツノコプロ）や日本アニメーションをも凌ぐほどの売り上げを出していた。社員構成はプロデューサーと制作スタッフのみで、演出・作画作業はすべて外注やフリーのアニメーターに依った。外注先は主に東映動画だったため、新田義方・宮崎一哉・白土武・小松原一男・菊池城二・落合正宗など、国際映画社が参加したスタッフには東映動画系の人物が多い。さらには、制作スタッフの一部を竜の子プロダクションやナック（現・ICHI）と融通し合っていた。
1982年にはスタジオを構えて、5月から初の自社スタジオ作品『魔境伝説アクロバンチ』『おちゃめ神物語 コロコロポロン』を放送開始した。12月には国際映画社唯一のテレビスペシャルアニメ『愛の奇蹟 ドクターノーマン物語』が放送された。
ところが、1984年5月に国際映画社最大のスポンサーだったタカトクトイスが倒産し、同社をメインスポンサーとして国際映画社が制作していた『超攻速ガルビオン』が未完のまま打ち切られた。
タカトクトイス倒産の影響から経営危機に陥った国際映画社は、1985年6月に不渡り手形を出して倒産したと各メディアで報じられた。また放送中だった作品『ふたり鷹』も同月、完結せずに打ち切りとなった。これが現時点では国際映画社にとって最後の作品となっている。
かつての国際映画社作品の著作権表示は、国際映画社の名前と同社でプロデューサーを務めた重三の息子である壺田重夫（表記はつぼたしげお。現在は根室市議会議員）でクレジットされている。倒産したと報じられているが会社自体は存続しており、登記上の本社は根室市にある重夫の個人事務所となっている（法人番号：6460401000101）。
現在は壺田が議員活動に専念していることもあり、国際映画社としては活動実績はなく版権管理のみの会社となっている。作品の楽曲の権利は関連会社の「国際映画音楽株式会社」が保有しており、同会社も存続している（法人番号：4010801013253）。なお、葦プロダクションと共同制作した作品の権利は葦プロダクションが所有し、国内・海外への販売窓口はエノキフイルムとなっている。
倒産時の混乱などの影響から、国際映画社関係のほとんどのオリジナルネガフィルムが一時期所在不明になっており、次回予告やエンディング素材が欠落して現存しない作品も多々ある。現在までにCS放送での放映やソフト化された作品の中には、テレビ局で発見された放送用のフィルムなどを元にデジタル処理されたものもある。
国際映画社の活動期間は1979年から1985年までの短期間であり、国際映画社が制作した作品は全般に作画水準の低い低予算作品と評されている。ただ、J9シリーズと称される『銀河旋風ブライガー』、『銀河烈風バクシンガー、『銀河疾風サスライガー』のSFアニメ三部作のように、放送終了後も根強い人気を持つ作品も残している。
なお、1932年公開の映画『仇討兄弟鑑』を配給したという記録が残っている「国際映画社」は、ここで述べた会社とはまったくの別企業である。

## 作品リスト
※印は葦プロダクション、●は東映動画（現・東映アニメーション）と共同制作である。
- くじらのホセフィーナ（1979年）※
- ずっこけナイトドンデラマンチャ（1980年）※
- 宇宙戦士バルディオス（1980年 - 1981年）※
- ふたごのモンチッチ（1980年）※
- めちゃっこドタコン（1981年）●
- 若草の四姉妹（1981年）●
- ハニーハニーのすてきな冒険（1981年 - 1982年）●
- 魔境伝説アクロバンチ（1982年）途中から●
- おちゃめ神物語コロコロポロン（1982年 - 1983年）
- 愛の奇蹟 ドクターノーマン物語（1982年12月24日、1話完結）●
- 亜空大作戦スラングル（1983年 - 1984年）
- ななこSOS（1983年）
- 超攻速ガルビオン（1984年）
- 宗谷物語（1984年）
- ふたり鷹（1984年 - 1985年）

### シリーズ単位
- J9シリーズ
  - 銀河旋風ブライガー（1981年 - 1982年）●
  - 銀河烈風バクシンガー[11]（1982年 - 1983年）●
  - 銀河疾風サスライガー（1983年 - 1984年）